# Goal! (singolo)
Goal! è un singolo del cantante italiano Avincola, pubblicato il 6 novembre 2020 e fa parte dell'album Turisti, uscito il 26 febbraio 2021 per l'etichetta Leave Music e la distribuzione Believe Digital. Il brano è stato presentato inizialmente a Sanremo Giovani 2020 e poi nella categoria Nuove Proposte al Festival di Sanremo 2021. 

## Descrizione
Il brano, secondo il cantautore, parla di riscatto e come ognuno possa comunque segnare il proprio goal e vincere alla fine la partita. Il cantante si è esibito con un pallone fra le mani, identificando quindi il calcio come una delle migliori metafore in assoluto secondo lui. Avincola ha anche avuto modo di affermare in un'intervista che: “Il pezzo è nato casualmente, con molta naturalezza, come nascono sempre le mie canzoni. È nata a casa, ma poi ha aperto la porta e si è intrufolata per le strade e ha trovato questo campetto immaginario di calcio. Vuole essere la metafora della vita, di quanto ci si sente in panchina. E vuole essere anche un consiglio, a me stesso e per tutti, di credere sempre a sé stessi e di indossare quella maglia da titolare che pensiamo di non avere. Ma la abbiamo tutti…”

## Videoclip
Il video, diretto da Stefano Ricco e pubblicato il 16 dicembre 2020, vede un primo piano del cantante in un campo di calcio (nel Centro Sportivo Campetti San Leone, nel quartiere Pigneto di Roma dove Avincola abita), mentre esegue la canzone sotto una pioggia battente.

## Tracce
1. Goal! – 3:00